# Henri Sauvaire
Pour les articles homonymes, voir Sauvaire.
Henri Joseph Sauvaire, né à Marseille le 15 mars 1831 et mort à Montfort-sur-Argens le 4 avril 1896, est un épigraphiste, numismate et photographe français.
Il est connu pour ses ouvrages et ses photographies orientalistes.

## Biographie
Henri Sauvaire est le fils de Joseph Sauvaire et de Rose Marianne Guillaumin. Il débute dans le service consulaire comme commis de chancellerie à Alexandrie en 1857 puis à Beyrouth en 1859. Il se trouve à Damas au moment des massacres de 1860 et prend des vues du quartier chrétien incendié,. En 1863, il participe à la mission du duc de Luynes en mer Morte comme arabisant et photographe,.
Il est nommé premier drogman à Alexandrie en 1865. Il participe en 1866 à la campagne de restauration du dôme du Saint-Sépulcre à Jérusalem. Familiarisé avec les études orientales d’histoire et d’archéologie, il réunit une importante collection de manuscrits arabes.
Le 30 septembre 1867, à Marseille, il épouse Honorine Bonfort-Bey, fille de Charles-Étienne Bonfort-Bey, secrétaire des commandements du vice-roi d'Égypte, et de Marie Dominique Turcinovich.
Il est envoyé au Maroc en 1876, à Casablanca — où il occupa le poste de vice-consul —, puis à Tanger.
Il prend sa retraite en 1883 et s’installe dans le château de Robernier à Montfort-sur-Argens. Il s’adonne à des recherches de numismatique et de métrologie musulmanes. Il publie une série de mémoires dans le Journal asiatique. En 1888, il présente une étude sur l’économie financière des états musulmans.
Chevalier de la Légion d’honneur, il reçoit le titre de correspondant de l’Académie des inscriptions et belles-lettres en 1889. Ses nombreuses photographies réalisées en Syrie, en Turquie et dans des villes telles que Beyrouth, Damas, Constantinople ou Hébron, sont d'un intérêt capital et sont conservées à Paris au musée d'Orsay.

## Publications
- Henri Sauvaire, « La plus ancienne monnaie arabe d'Abdul-Malek », Revue de la Numismatique Belge, 2e série, 1860.
- Henri Sauvaire et Christophe Mauss, De Kerak à Chaubak, Éditions Martinet, 1867.
- Henri Sauvaire, Histoire de Jérusalem et d'Hébron depuis Abraham jusqu'à la fin du XVe siècle, Fragments de la chronique de Moudjir-ed-dyn, 1876.
- Henri Sauvaire, « Matériaux pour servir à l’histoire de la numismatique et métrologie Musulmanes », Journal asiatique, 7e série, 1879.
- Henri Sauvaire, « Description de Damas », Journal asiatique, mars-avril, mai-juin et novembre-décembre 1894.
- Henri Sauvaire, « Description de Damas », Journal asiatique, mars-avril et mai-juin 1896.